# Замосць (Рипінський повіт)
Замосць (пол. Zamość) — село в Польщі, у гміні Роґово Рипінського повіту Куявсько-Поморського воєводства.
У 1975-1998 роках село належало до Влоцлавського воєводства.